# Геральдичний бейдж

«Пір'я принца Вельзького», що є бейджем принца Вельзького як спадкоємця корони Англії.

Геральдичний бейдж (device), емблема, імпреса (impresa), геральдичний девіз (heraldic badge) чи особистий девіз, що носяться як знак — символ, що вказує на відданість або особливість особи чи сім'ї. Середньовічні форми зазвичай називають бейджем лівреї, а також відзнакою. Бейдж парагеральдичний, не обов'язково використовується як елемент герба людини чи роду, яку вони представляють, хоча багато хто так робить, часто сприймаючи бейдж як клейнод або щитотримачів. Використання бейджів було більш гнучким, ніж використання власне герба.
Бейджі, одягнені на одяг, були поширені в пізньому середньовіччі, особливо в Англії. Вони могли бути виготовлені з неблагородного металу, тканини чи інших матеріалів і одягалися на одяг послідовників певної особи; дорогі знаки носили поважні особи, а Дорогоцінний камінь Лебідь із емальованого золота — рідкісний вияв. Нашийники з лівреї також отримували значні особи, часто зі значком як підвіскою. Значок також вишивали або наносили на штандартах, кінських атрибутах, ліврейних одностроях та інших речах. Багато середньовічних бейджів виживаються в назвах англійських пабів.

## Назва
- знак (пол. godło, фр. devise)
- імпреза, імпреса (від італ. impresa, ісп. empresa, нім. Imprese)
- значок (англ. badge)

## Англія

### Витоки

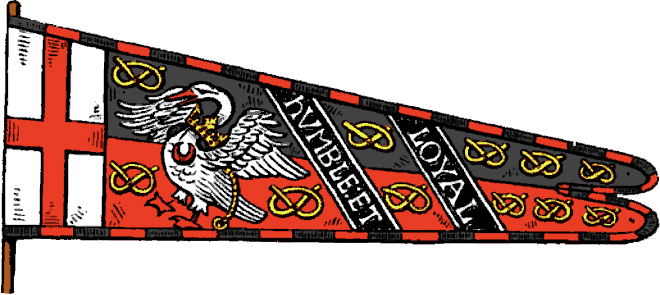
Штандарт Генрі Стаффорда, другого герцога Букінгемського, близько 1475 року, має вузол Стаффорда та значки лебедя Богуна.

Бейджі з «виразно геральдичним характером» в Англії датуються періодом правління (1327—1377) короля Едуарда III. У XIV—XVI століттях послідовники, утримувачі, утриманці та прибічники відомих і могутніх осіб та родів носили добре відомі значки — саме тому, що їх знали та визнавали (на відміну від бейджа, гербом користувалася виключно особа, якій він належав).
Бейджі іноді імітували фігури на гербі власника або мали більш-менш пряме посилання на таку фігуру. Частіше значки відзначали якийсь надзвичайний подвиг, ілюстрували сімейний чи феодальний союз або вказували на деякі територіальні права чи претензії. Деякі значки — це ребуси, створенікаламбури чи відтворення слів, що символізували ім'я власника. Нерідкі випадки, коли одна і та ж особа чи сім'я використовували більше одного бейджа; а, з іншого боку, два або більше значків часто носили в поєднанні, щоб утворити єдиний складний бейдж.

### Бейджі лівреї в Англії

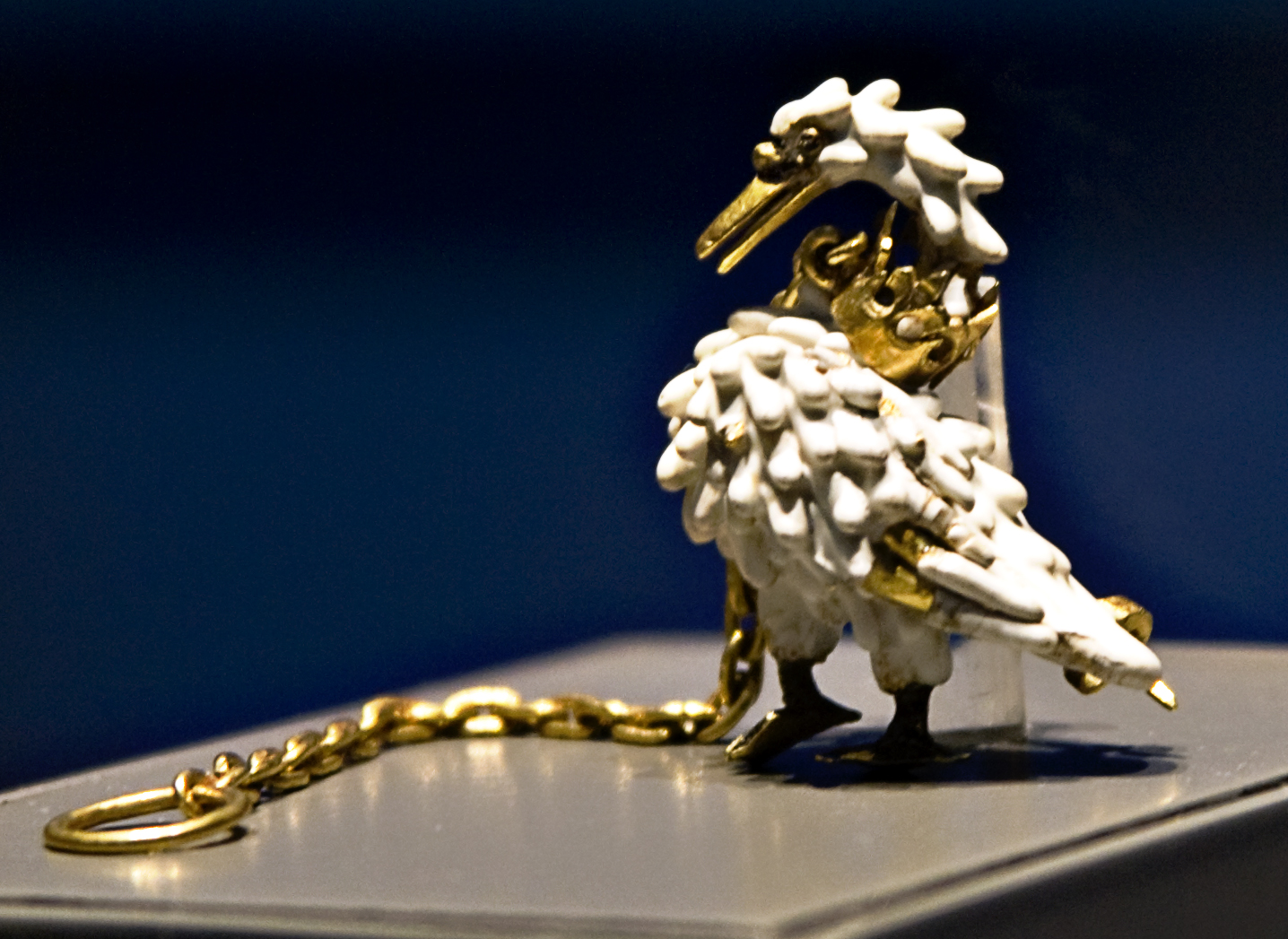
Лебединий камінь «Данстабл» з беджу лівреї приблизно 1400 р.н. е., можливо, Генріха V як принца Вельзького. Британський музей

Бейджі лівреї були особливо поширені в Англії з середини XIV століття і приблизно до кінця XV століття, періоду інтенсивного фракційного конфлікту, спричиненого усуненням Річарда II та Війни Троянд. Розкішний значок, такий як «Данстабл Лебідь-камінь», мав би носити лише той, чий приклад був представлений, члени його сім'ї або важливі прихильники, і, можливо, слуги, які мали регулярні дуже тісні контакти з ним. Однак фігура може бути прикрашеною дорогоцінними каменями, наприклад, мати рубінові очі, як левові підвіски, які носили сер Джон Донн та його дружина та кілька прикладів, перелічених у скарбничці короля Річарда II 1397 року. У Вілтонському диптиху на власному значку Річарда на кінчиках рогу є перлини, яких у значків ангелів не вистачає. Білий хорт у значку на Казначейському рулоні, який, можливо, скопіював намальований, мав перли і сидів на трав'яній основі із смарагдів, а також сердечний значок Річарда, інвентаризований у герцога Філіпа Доброго з У Бургундії в 1435 році було встановлено 22 перлини, два шпінелі, два сапфіри, рубін і величезний діамант.
Більш дешеві форми бейджів поширювались ширше, часом, дійсно, дуже вільно, швидше, ніж сучасні ґудзики та футболки політичних кампаній, хоча, як і в деяких сучасних країнах, неправильне використання бейджа в неправильному місці могло призвести до особистої небезпеки. У 1483 році король Річард III замовив 13 000 значків у фустієвому полотні з його емблемою білого кабана для інвестування його сина Едварда як принца Вельзького величезна кількість з огляду на населення на той час. Інші види значків кабанів, які збереглися, мають свинцевий, срібний та позолочений мідний рельєф, останній знайдений у домі Річарда в замку Міддлхем в Йоркширі і, ймовірно, носився одним із його слуг, коли він був герцогом Йоркським. У Британському музеї також є лебединий значок у плоскому свинці, типовий для дешевих металевих значків, подібних до значків паломників, які також були поширені в той період.
У 1377 році, в той час, коли дядько молодого Річарда Джон Гентський як регент був дуже непопулярним у Лондоні, один з його більш ніж 200 прихильників, шотландський лицар сер Джон Свінтон, нерозумно їхав по Лондону, одягаючи бейдж Гента на ліврейний комір (інновація Гента, ймовірно, Комір Ессеса). Натовп напав на нього, стягнувши його з коня та здерши бейдж, і міський голова мусив його врятувати від серйозної шкоди. Понад двадцять років потому, після того як син Гента Генріх IV скинув Річарда, одного із слуг Річарда Генріх ув'язнив за те, що він продовжував носити бейдж Річарда з лівреєю. Багато з різноманіття бейджів різних ліврей, витягнутих із Темзи в Лондоні, можливо, були поспішно викинуті особами, які в різні часи опинились у неволі.
Очевидно, починаючи від Едварда III в контексті турнірів та придворних святкувань, до правління його наступника Річарда II бейджі стали розглядатися як соціальна загроза і були «однією з найбільш тривалих суперечок правління Річарда» оскільки вони використовувались для позначення невеликих приватних армій прихильників, які утримувались лордами, здебільшого з метою забезпечення їх волі на менш потужних шляхтичів у регіоні. Хоча вони, безперечно, були симптомом, а не причиною як місцевих баронських знущань, так і суперечок між королем та його дядьками та іншими лордами, Парламент неодноразово намагався стримувати використання бейджів лівреї. Випуск бейджів лордами зазнав аткаки парламенту 1384 р., і 1388 р., коли він зробив вражаючу пропозицію про те, щоб «усі лівреї, що називаються бейджами [знаками], а також нашого пана короля, як і інших лордів … будуть скасовані», тому що «тих, хто їх носить, обманюють з такою нахабною зарозумілістю, що вони не відмовляються практикувати з необдуманою зухвалістю різні види вимагання в навколишній сільській місцевості… і ця, безумовно, зухвалість, натхненна цими значками, спонукає їх без обмежень робити погані речі». Річард запропонував відмовитись від власних значків, на радість Палати громад Англії, але Палата лордів відмовилася поступитися ними, і справу відклали. 1390 року було наказано, що жоден нижчий рангом баннерета не повинен видавати бейдж, і жоден нижче рангом Есквайра не повинен носити їх. Протягом кількох років ця проблема була без уваги, але з 1397 року Річард видавав дедалі більшу кількість значків прихильникам, які погано поводились (особливо відомими були його «чеширські стрільці»), а в парламенті 1399 року після його зміщення кільком його видатним прихильникам було заборонено видавати «бейджі знаків» знову, і було прийнято статут, який дозволяв видавати бейджі лише королю (нині Генріху IV), і лише тим, хто мав статус есквайра та вище, які мали носити їх лише в його присутності.

Значок Троянди Тюдорів в Династії Тюдорів.

Врешті-решт Генріху VII потрібна була рішуча кампанія, щоб у значній мірі припинити використання бейджів лівреї іншими особами, крім короля, і звести їх до речей, які зазвичай носять лише домашні слуги у випадку аристократії. Випуски бейджів лівреї, випущені гільдіями, корпораціями та мерами, були дозволені, і в деяких випадках вони використовувались до ХІХ століття. Особливим занепокоєнням у всьому законодавстві була заборона видавати лівреї тим, хто не має постійного контракту з лордом; ці групи, зібрані з певною метою, вважалися найнебезпечнішими. Статут лівреїв 1506 р. нарешті повністю забороняв видавати лівреї особам вищого рангу; вони повинні були бути домашньою прислугою або особами, що мають досвід роботи в законі, якщо це не передбачено спеціальною королівською ліцензією. Добре відома історія, вперше розказана Френсісом Беконом, але не підтримана в решті записів, полягає в тому, що Генріх відвідує свого головного військового командира Джона де Вера, 13-го графа Оксфорда в замку Хедінгем, який під час свого від'їзду вишикував шлях виходу короля ліврейними прихильниками, за що Генрі оштрафував його на 15 000 марок. Насправді сучасний історичний аналіз судових протоколів показує небагато звинувачень, але до кінця правління Генріха ліврейські прихильники, здається, перестали бути основною проблемою. Хоча бейджі знаті були ретельно обмежені, королівські значки Тюдорів, найвідоміша з яких троянда Тюдорів, що символізувала союз династій Ланкастерів та Йорків, використовувались ширше, ніж будь-коли раніше, наприклад, вільно додавались до каплиці Королівського коледжу у Кембриджі, коли Тюдори звели недобудовану будівлю Генріха VI. Комір Есес став фактично знаком посади, хоча, звичайно, все ще позначав вірність монарху.

### Ренесанс та ранній сучасний персональний вжиток

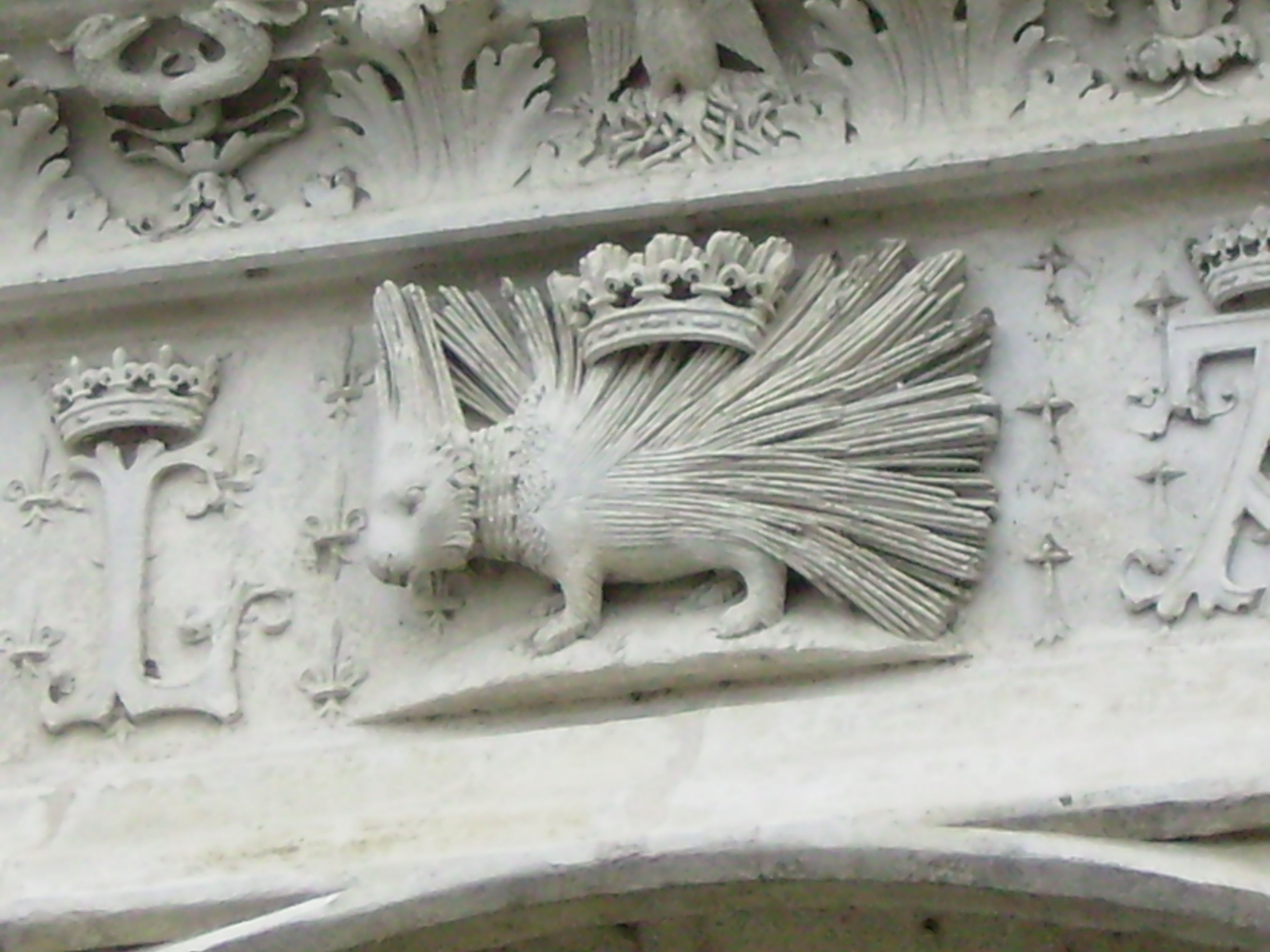
Замок Блуа з їжатцем Людовика XII

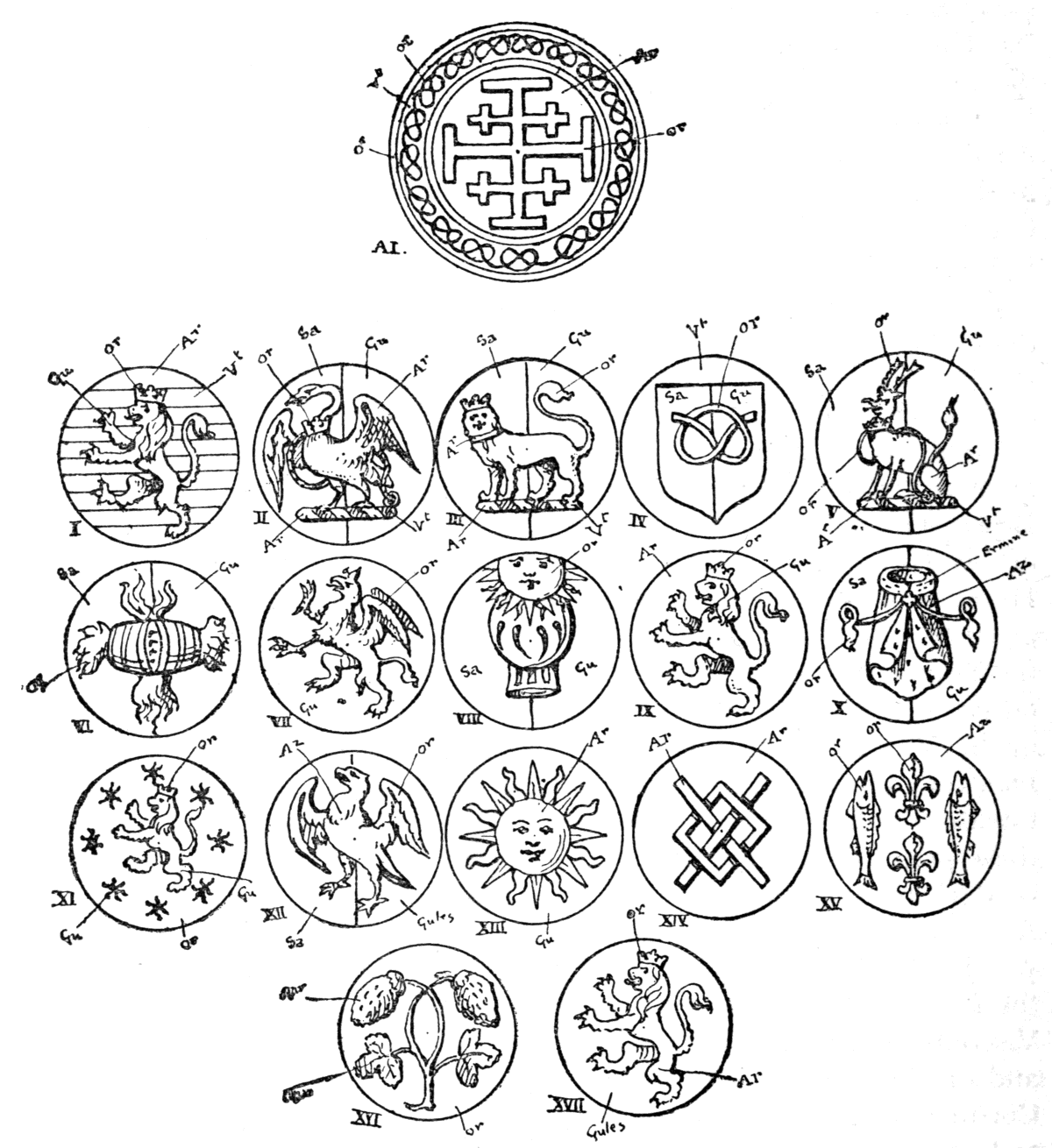
Бейджі графів Стаффорда, 1720 рік

В епоху Відродження бейдж, який зараз частіше називають «особистим застосунком», набув інтелектуального повороту і зазвичай поєднувався з коротким текстом або девізом, які при комбінованому прочитанні мали на меті передати відчуття прагнень або характер власника. Ці імпреси або емблеми використовувались на звороті портретних медалей, що стали модними в Італії, і використовували словниковий запас неоплатонізму епохи Відродження, часто повністю відкидаючи посилання на фактичну геральдику власника. Дійсно, до XVI століття емблеми були прийняті інтелектуалами та купцями, які не мали власної геральдики. Пізніше книги емблем містили велику кількість емблем, частково, щоб дозволити людям вибрати ту, яку вони вважали власною.

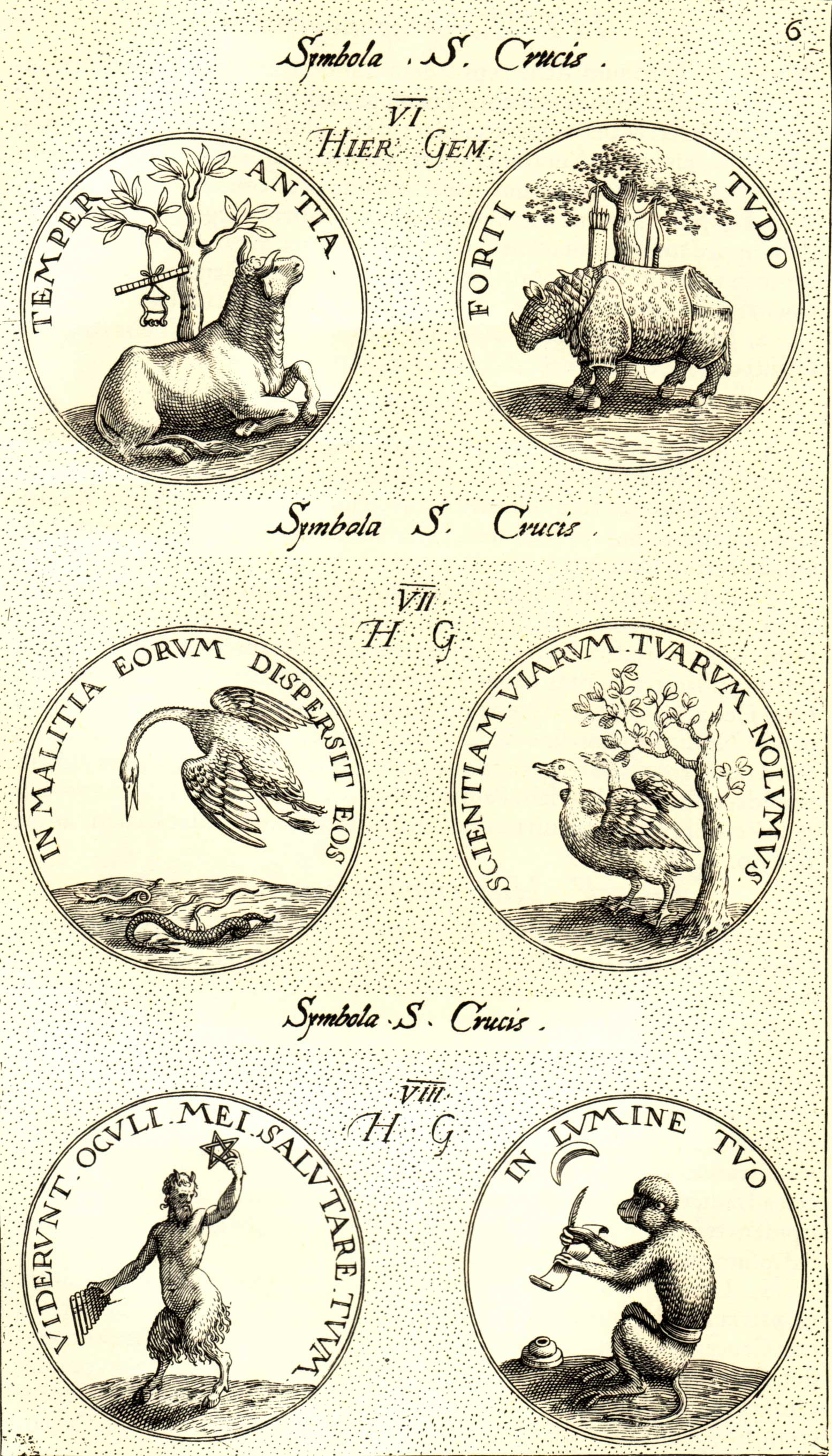
Імпреси від Якоба Типотія, Symbola Divina et Humana (Прага, 1601), вигравіруваний Егідієм Саделером II.

До кінця XVI століття, алегоричні знаки названі Impresa були прийняті окремими особами як частини загальної програми театрального маскування конкретного події або серії подій, таких, як фантазії лицарського одягу в епоху Єлизавети мали символізувати День Королеви.
Девайс поширилися далеко за межі аристократії як частина захоплення дотепно загадковими конструкціями, в яких комбінації малюнків та текстів мали намір читати разом, щоб створити значення, яке неможливо вивести з жодної частини. Знак, ідентичний італійській імпресі, відрізняється від емблеми двома основними способами. Структурно девайс зазвичай складається з двох частин, тоді як більшість емблем мають три і більше. Крім того, девайс був дуже особистим, тісно прив'язаним до однієї людини, тоді як емблема була побудована для передачі загального морального уроку, який будь-який читач може застосувати у своєму власному житті.

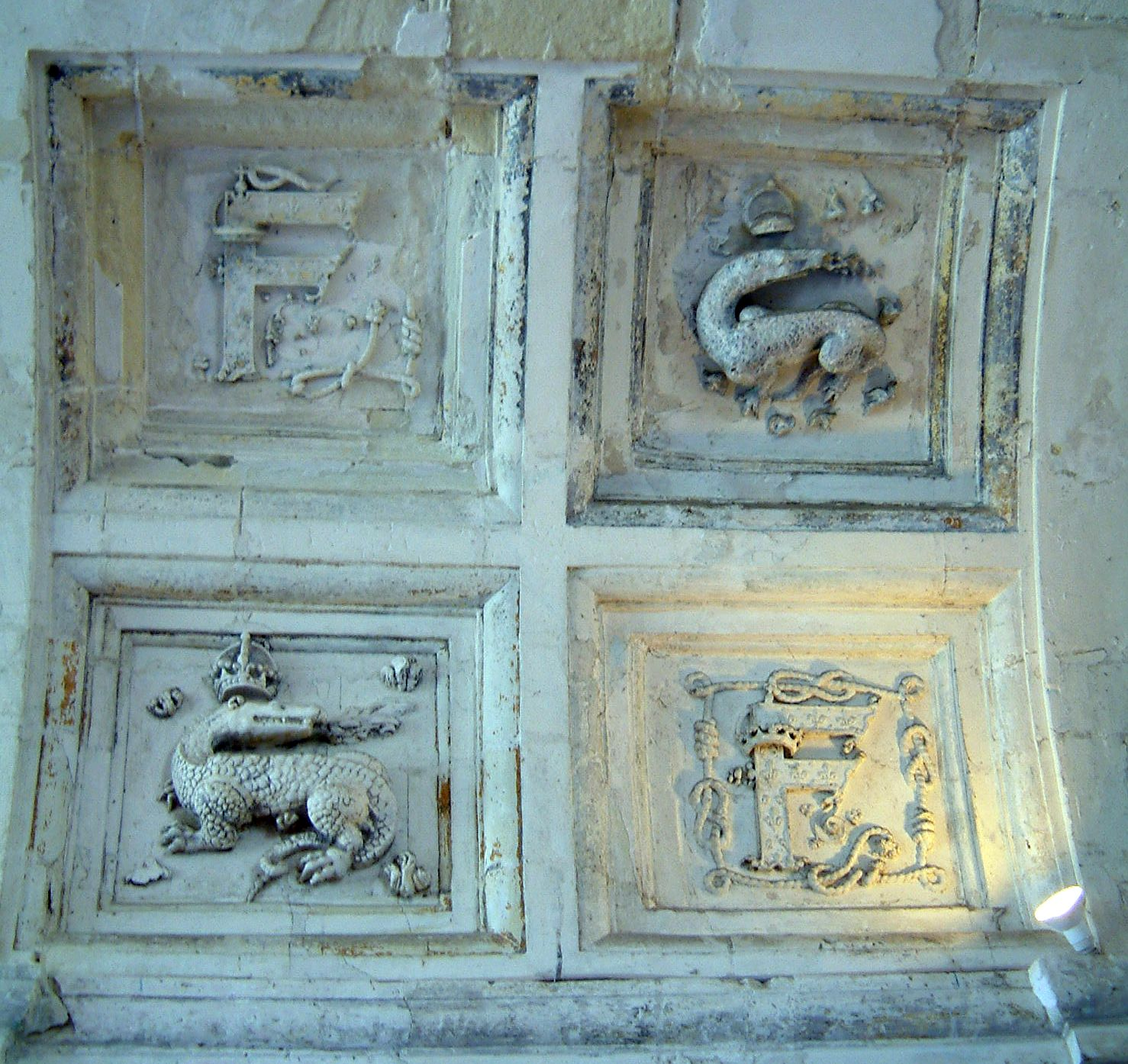
Бейдж саламандри короля Франції Франциска I з буквою «F», замок Шамбор

Особливо відомими прикладами девайсів — настільки відомими, що зображення можна було зрозуміти як зображення носія навіть без девізу, є зображення кількох французьких королів, які вільно використовувались для прикрас своїх будівельних проектів. До них належить їжатець Людовіка XII з його девізом «Eminus et cominus» або «De pres et de loin» (ліворуч, над дверима в Блуа) і коронована саламандра серед полум'я Франциска І з гаслом «Nutrisco et extinguo» (праворуч, біля Шамбора). Ці та багато інших знаків були зібрані Клодом Парадіном і опубліковані в його Devises héroïques 1551 і 1557 рр., що дає девіз Людовика XII, як «Ultos avos Troiae». Пізніше сонце Людовика XIV було не менш відомим девайсом.

### Відомі англійські бейджі
- Лебідь Богуна, перепровнений та прикутий, срібний лебідь: Значок родини Де Богун та їх нащадків.
- Ведмідь та обірвана палиця: обидва бейджіграфів Боша Воріка іноді об'єднувались, щоб утворювати єдиний бейдж. Нащадки цієї родини, зокрема, Роберт Дадлі, граф Лестер, носили «ведмедя і обірвану палицю» як єдиний бейдж.
- Пір'я принца Вельзького: особистий бейджпринца Вельзького походить від «щита для миру» Едварда, Чорного принца. Лебідь також використовувався кількома принцами Вельзькими, як у лебідь Данстабл Лебідь.
- Троянди: бейдж троянди Тюдорів, прийнятий Генріхом VII англійським, поєднує в собі Білу троянду Йорків та Червону троянду Ланкастерів, двох ворожих династій Війни Троянд.
- Вузол Стаффорда: характерний вузол із трьома петельками, який спочатку вживали герцоги Букінгемські, а сьогодні використано на гербі Ради округу Стаффордшир.
- Білий Олень: особистий знак англійського короля Річарда II. Білий олень був бейджемКрістофера Гаттона, лорда-канцлера за Єлизавети I.
- Білий кабан: особистий знак Річарда Герцога Глостерського, пізніше Річарда III.

### Бейджі англійських королів

Сучасний значок Віндзорського будинку.

- Вільгельм II: квітка з п'яти амальгам
- Генріх I: квітка з восьми амальгам
- Стефан І: квітка з семи амальгам; Стрілець; шлейф страусячих пір'їн; гасло: Vi nulla invertitur ordo (жодна сила не змінює їх моди)
- Генріх II: Гілка геністи; Ескарбункул; меч та гілка оливи
- Річард I: зірка тринадцяти променів і півмісяць; зірка, що виходить із півмісяця; поштова рука, що схоплює розбиту фурму, з гаслом «Christo Duce»
- Іоан І Безземельний і Генріх III: зірка, що виходить із півмісяця
- Едуард I: геральдична або стеблева троянда
- Едуард II: замок Кастилії
- Едуард III: геральдична лілія; леопард, меч; сокіл; грифон; стовбур (пень) дерева; промені, що виходять із хмари
- Річард II: поселений Біле серце; стовбур (пень) дерева; білий сокіл; променіюче сонце; захмарене сонце
- Генріх IV: монограма (шифр) СС; коронований орел; виведений орел; білий лебідь; червона троянда; квітка Коламбіна; лисячий хвіст; коронована пантера; стовбур (пень) дерева; півмісяць
- Генріх V: вогняний маяк; білий надутий і прикутий лебідь; прикута антилопа
- Генріх VI: два страусячих пера в салтирі; прикута антилопа; пантера
- Едуард IV: біла троянда ан Солей; білий вовк і білий лев; білий Харт; чорний дракон і чорний бик; сокіл і феттер-замок; палаюче сонце
- Річард III: Білий кабан, палаюче сонце
- Генріх VII: троянда Йорків і Ланкастерів (троянда Тюдорів); Порткуліс та Флер-де-Ліс, усі вони короновані; червоний дракон; хорт білий; Кущ глоду та корона з шифром HR
- Генріх VIII: ті самі знаки, без куща глоду та з білим півником
  - Катерина Арагонська: троянда, гранат і сніп стріл
  - Анна Болейн: коронований сокіл, що тримає скіпетр
  - Джейн Сеймур: фенікс, що піднімається із замку, між двома трояндами Тюдорів
  - Катерина Парр: Дівоча голова, що увінчана великою трояндою Тюдорів
- Едвард VI: троянда Тюдорів; сонце в пишноті
- Марія I: троянда Тюдорів, що насаджує гранат, також наносить Сноп Стріл, підписаний Короною та оточений Променями; гранат
- Єлизавета I: троянда Тюдорів з гаслом: Rosa sine Spina (Троянда без колючки); коронований сокіл і скіпетр; її гасло, Semper Eadem (Завжди однаковий)

### Королівські бейджі британських монархів
- Яків I: будяк; чортополох і троянда Тюдорів зменшені та короновані під гаслом Beati Pacifici (Блаженні миротворці)
- Карл I, Карл II і Яків II: ті самі гасла, що Яків I, без його гасла
- Анна: гілка троянди Тюдора та чортополох, що росте з однієї гілки

З приходом Ганноверської династії 1714 року британські монархи перестали користуватися особистими бейджами (замість них увійшли до вжитку Королівські монограми), хоча історичні бейджі продовжують використовуватись для різних цілей як частина королівської символіки (наприклад, титули переслідувачів у Геральдичному коледжі), і зараз існує загальний бейдж Віндзорської династії.
- На додаток до всіх своїх інших значків Єлизавета II передбачила два бейджі для Вельзу у 1953 та 2008 роках.

### Відродження
Геральдичні беджі були відроджені 1906 року Геральдичним коледжем під керівництвом Альфреда Скотта-Гетті, і з тих пір часто входять до нових грантів, на додаток до традиційного надання герба. Незалежно від того, надаються вони чи ні, вирішує отримувач, який сплачує вищий внесок, якщо вони надаються. При наданні бейджа, він, як правило, ілюструється на патентних листах, що містять дозвіл на герб, та на геральдичному штандарті (прапорі). Однак стандарт не надається автоматично із зазначеним досягненням герба та бейджа, але його можна вимагати, якщо знак надається та після сплати додаткової плати.

## Україна
В українській геральдиці імпреса — один з елементів повного герба, який розташовувався поруч зі щитом чи шоломом, та міг вирізняти як певну особу, так і цілу родину.
Від кінця XV ст. вони майже скрізь виходять з ужитку. З них здебільшого створювано гербові фігури, які розміщували в щитах або в нашоломниках, вони могли витісняти питомі гербові фігури. Такий приклад маємо власне у разі з гербом Боговитинів, де імпреса з фігурою лебедя доволі швидко перемістилася до щита і, навіть, в гербах деяких представників роду цілком витіснила родовий знак Боговитинів (три вруба).
Як стверджує український геральдист Олег Однороженко, що «на сьогодні робити остаточні висновки про масштаби та характер уживання цього елементу в нашій традиції ще зарано».